# Sam Lanin

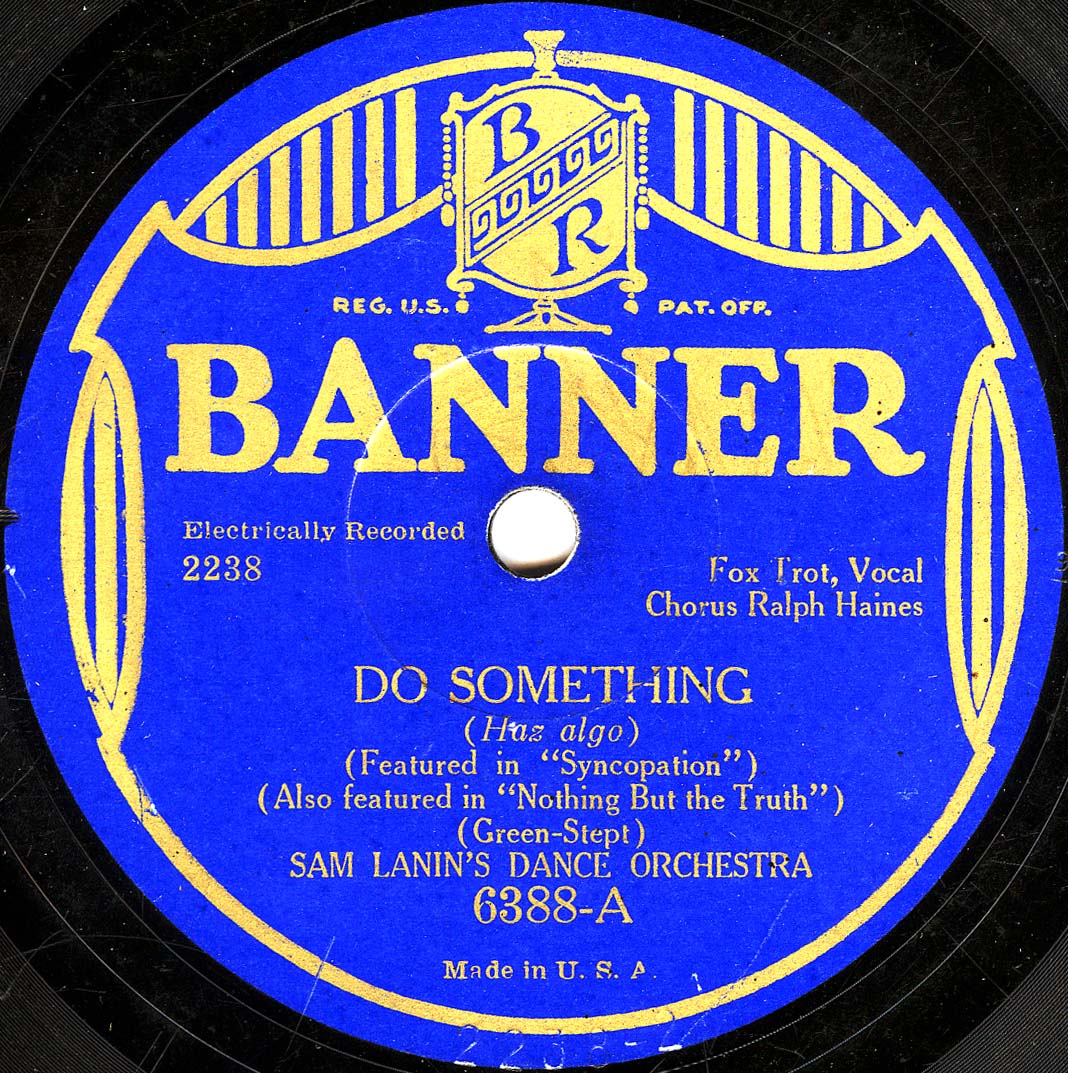
'Do Something' van Sam Lanin's Dance Orchestra, op Banner Records

Sam Lanin (4 september 1891 - Hollywood, 5 mei 1977) was een Amerikaanse bigband- en arrangeur uit de beginjaren van de jazz. Hij was indertijd een van de populairste bandleiders en maakte naar schatting zo'n 1800 opnames, uitgebracht onder meer dan 170 verschillende namen.

## Biografie
Lanin kwam uit een omvangrijke Russisch-Joodse immigrantenfamilie. Van de tien kinderen werden ook zijn broers Howard en Lester succesvolle bandleiders. Sam speelde als kind viool en klarinet en was vanaf 1912 lid van het orkest van Victor Herbert, waar hij tot in de Eerste Wereldoorlog klarinet speelde. 
Na de oorlog verhuisde hij naar New York waar hij speelde in de Roseland Ballroom, die zou uitgroeien tot de beroemdste danshal van het land. Hij richtte er het Roseland Orchestra op, waarmee hij in het begin van de jaren twintig dansplaten maakte voor Columbia Gramophone Company (de voorloper van Columbia) en Gennett Records. De platen verschenen onder verschillende namen, waarvan  Lanin's Roseland Orchestra, Lanin's Famous Players, Lanin's Southern Serenaders en Bailey's Lucky Seven er maar een paar zijn. De bezetting van zijn orkest wisselde steeds, maar enkele musici zijn regelmatig op Lanin's platen te horen, zoals Phil Napoleon, Miff Mole en Red Nichols. Op sommige platen speelt Lanin drums en op "Shake It Break It" zong hij het refrein. 
Naast deze opnames speelde Lanin met zijn Roseland Orchestra van 1923 tot 1925 iedere week op maandag voor radio WHN in New York. In 1925 had Lanin een nieuw orkest, gesponsord door de tandpasta Ipana en zodoende The Ipana Troubadours geheten. In deze tijd nam Lanin voor verschillende sublabels van Columbia platen op: hij was in dat opzicht een van de meest actieve musici in die jaren. Volgens schattingen heeft Lanin in zijn  carrière onder meer dan 170 namen platen gemaakt. Musici met wie hij indertijd werkte waren onder meer Glenn Miller, de gebroeders Dorsey, Jack Teagarden, Jimmy McPartland, Eddie Lang, Bix Beiderbecke en Benny Goodman. Eind december 1928 nam Lanin op met een jonge Bing Crosby, in januari het jaar erop volgde nog een sessie. In 1931 had Lanin een radioshow voor WABC in New York en nam hij nog wel op voor Columbia, maar de economische crisis had ook voor Lanin grote gevolgen: hij raakte in 1932 zijn radio-optredens kwijt en zijn contract met de producent van Ipana werd stopgezet. Hierna werkte hij tot 1937 voor een platenmaatschappij, daarna trok hij zich uit de muziekbusiness terug.

## Groepen

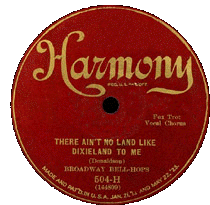
There Ain't No Land Like Dixieland To Me, dolor de BRoadway Bell-Hops

Enkele bandnamen waaronder platen van Lanin op de markt kwamen of waarbij hij betrokken was:
- Lanin's Roseland Orchestra
- Lanin's Famous Players
- Lanin's Southern Serenaders
- Lanin's Jazz Band
- Lanin's Red Heads
- Lanin's Arcadians
- Sam Lanin's Troubadours
- Ipana Troubadours
- Sam Lanin and His Orchestra
- Sam Lanin's Dance Ensemble
- Bailey's Lucky Seven
- The Arkansaw Travelers
- The Broadway Bell-Hops
- The Broadway Broadcasters
- Lynn Cowan  & His Boulevard Theatre Orchestra
- Chic Nelson 's Collegians
- The Benjamin Franklin Hotel Dance Orchestra
- Billy James Dance Orchestra
- Imperial Dance Orchestra
- Ladd's Black Aces
- Earl Randolph's Orchestra

## Discografie
- Complete Ladd's Black Aces 1921-1924, Timeless, 2003
- Sam Lanin and His Many bands 1923-1931, Vintage Music Productions, 2005
- Shake It and Break It (opnames voor Gennett, 1921), Frog, 2006
- Turn On the Heat: Hot Dance Band Sides 1925-1931, Rivermont Records, 2007